# Lorne Loomer
Lorne Kenneth Loomer (Victoria, 11 de marzo de 1937-Victoria, 1 de enero de 2017) fue un deportista canadiense que compitió en remo. Participó en dos Juegos Olímpicos de Verano en los años 1956 y 1960, obteniendo una medalla de oro en Melbourne 1956 en la prueba de cuatro sin timonel.

## Palmarés internacional
| Juegos Olímpicos | Juegos Olímpicos      | Juegos Olímpicos | Juegos Olímpicos   |
| Año              | Lugar                 | Medalla          | Prueba             |
| ---------------- | --------------------- | ---------------- | ------------------ |
| 1956             | Melbourne (Australia) | Medalla de oro   | Cuatro sin timonel |